# 藍才
「藍才」（あいさい）は、Eveのメジャー9作目のデジタルシングル。トイズファクトリーから2021年12月3日に各音楽配信サービスにてリリースされた。

## 概要
前作『夜は仄か』以来8か月ぶりのリリースであり、2021年度最後のリリースとなった。
ジャケットは「遊生夢死」のミュージックビデオを手掛けたniLが手掛けている。
配信から21日後にYouTubeで行われたライブ配信「Eveの日 Xmas Live 12/24」の配信終了直後に本楽曲のミュージック・ビデオが公開された。

## 収録内容
| #         | タイトル  | 作詞・作曲 | 編曲      |      |
| --------- | --------- | ---------- | --------- | ---- |
| 1.        | 「藍才」  | Eve        | Numa      |      |
| 合計時間: | 合計時間: | 合計時間:  | 合計時間: | 4:26 |

## タイアップ
藍才
Spotifyまとめ/プレミアムTVCMソング